# Gwdowski kruh
Gwdowski kruh je vrsta kruha in regionalni pekovski izdelek, značilen za občino Szczecinek v Zahodnopomorjanskem vojvodstvu, Poljska. Od 5. septembra 2013 je na podbudo Danuta in Lecha Szlaza vpisan na poljski seznam tradicionalnih izdelkov.

## Zgodovina
Tradicija peke gwdowskega kruha sega v leto 1945, ko je v Żółtnico prišla družina iz Ostrowieca Świętokrzyskega, v kateri so ženske pekle ržen in pšenično-ržen kruh po lastnem receptu. Ta recept izvira iz obdobja prve svetovne vojne. Peč, v kateri so pekli kruh, so imenovali pekač. Od leta 1954 gwdowski kruh pečejo prebivalci Gwda Wielka. V šestdesetih letih 20. stoletja so testo in tri dni starano kislo testo izdelovali v lesenih gnetilnicah in koritih, celoten postopek pa je trajal skoraj cel dan. Krušne peči za peko (200 °C) so bile zgrajene v tridesetih letih 20. stoletja. Gwdowski kruh ne splesni, ampak se le posuši, ostanki pa so primerni za krmljenje živali.
S peko gwdowskega kruha so povezane različne lokalne šege, ki se še vedno izvajajo, na primer, da med delom v sobo niso smeli prihajati tujci, hlebce pa je v peč dala gospodinja.

## Značilnosti
Hlebec gwdowskega kruha ima grobo skorjo, ki je posuta z makovimi semeni. V testu so tudi sončnična in lanena semena (ali samo laneno seme). Hlebec ima rahlo slan, kiselkast okus in intenziven, rahlo kiselkast vonj. Po peki kruh oblijejo z glazuro iz moke, pomešano z vodo, in ga položijo na hrenove ali zeljne liste.

## Nagrade in odlikovanja
Leta 2012 je gwdowski kruh osvojil prvo mesto na tekmovanju "Naša kulinarična dediščina – Okusi regij" (Poznań) v kategoriji rastlinskih proizvodov in ohraniteljev izvora rastlin.
Seznam tradicionalnih proizvodov iz okrožja vključuje tudi gwdowsko pecivo, szczecineško kravo, baltski sir in wyszoborski krompir.